# Fernando Leandro
Fernando Leandro (Porto, aprox. 1927 - Rio de Janeiro, 02 de julho de 2000) foi um político e dirigente de carnaval brasileiro.
Foi eleito deputado estadual pelo MDB em 1974, para a 1.ª legislatura do recém-criado Estado do Rio de Janeiro, após a fusão com a Guanabara. Na época, obteve 13651 votos. Foi reeleito para a 2.ª legislatura em 1979.
Entrou para a escola de samba Caprichosos de Pilares em 1981. Devido ao samba-enredo de 1984, "A Visita da Nobreza do Riso a Chico Rei num Palco Iluminado", o dirigente da agremiação de Pilares foi obrigado a prestar depoimento ao Serviço Nacional de Informações, isto já durante a 3.ª legislatura estadual, que seria a sua última.
A partir de 1990, foi presidente da Caprichosos, até 2000, ano de sua morte, quando foi sucedido por seu filho, Albertinho Leandro.